# Pavel Černý
Pavel Černý (Nové Město nad Metují, 11 oktober 1962) is een voormalig Tsjechische voetballer.

## Clubcarrière
Pavel Černý speelde tussen 1983 en 2002 voor SK Hradec Králové, Sparta Praag en Sanfrecce Hiroshima.

## Tsjecho-Slowaaks voetbalelftal
Pavel Černý debuteerde in 1989 in het Tsjecho-Slowaaks nationaal elftal en speelde 4 interlands.